# Nosečnostna kategorija
Nosečnostna kategorija pomeni oceno tveganja določenenega zdravila za nerojenega otroka, če ga prejme nosečnica. Ne vključuje pa tveganja, ki ga prinašajo učinkovina ali njeni presnovki, če se izločajo v materino mleko.
V Registru zdravil, bazi ki zajema zdravila na slovenskem tržišču, so učinkovine razvrščene glede na nosečnostne kategorije Združenih držav Amerike in ki jih objavlja Urad za prehrano in zdravila (FDA).

## Kategorije po FDA
Zdravila so razvrščena v 5 kategorij, pri čemer posamezna kategorija pomeni naslednje :
| Nosečnostne kategorije po FDA | |
| A                             | Nadzorovane raziskave pri nosečnicah niso dokazale, da bi snov škodovala plodu. |
| B                             | Raziskave na živalih niso dokazale škodljivosti, vendar nadzorovane raziskave na ljudeh niso bile opravljene oziroma so raziskave na živalih pokazale škodljivosti, ki pa niso bile potrjene z nadzorovanimi raziskavami pri ljudeh. |
| C                             | Raziskave so pokazale škodljivost pri živalih; nadzorovanih raziskav pri ljudeh ni; niti za ljudi niti za živali ni raziskav. Zdravila iz te skupine naj se uporabljajo samo, če dobrobit odtehta tveganje.                          |
| D                             | Obstaja pozitiven dokaz škodljivosti za plod, vendar dobrobit za mater lahko vseeno odtehta tveganje v določenih primerih. |
| X                             | Raziskave pri živalih in ljudeh so dokazale škodljivost. Dobrobit ne odtehta tveganja, zato so zdravila iz te skupine prepovedana v nosečnosti.                                                                                      |